# Takuma Sugano
Takuma Sugano (Kanagawa, 5 april 1980) is een voormalig Japans voetballer.

## Carrière
Takuma Sugano speelde tussen 1999 en 2001 voor JEF United Ichihara, Ventforet Kofu en Shonan Bellmare.